# Gian Marco Gualandi
Gian Marco Gualandi (Bologna, 10 novembre 1957) è un compositore, arrangiatore e paroliere italiano.

## Biografia
È nato il 10 novembre 1957 a Bologna. Inizia la sua carriera musicale nel 1964 interpretando il brano Da grande voglio fare al 6º Zecchino d'Oro. In seguito inizia lo studio del pianoforte proprio con Mariele Ventre, la storica direttrice del Piccolo coro dell'Antoniano. Studia quindi presso il Conservatorio Giovanni Battista Martini di Bologna e lavora poi come orchestratore e pianista.
Nel 1986 vince il 3º premio al Concorso Internazionale di Arrangiamento e Orchestrazione per Big Band Jazz al Barga Jazz Festival con l'arrangiamento del brano "All Blues" di Miles Davis. Negli anni successivi, in veste di autore/compositore, arrangiatore o produttore partecipa a vari concorsi dal Festival di San Remo al Festival di Castrocaro a Scrivere in Jazz.
Numerose le sue partecipazioni in veste di arrangiatore/pianista alla realizzazione di diversi spettacoli televisivi tra cui "Sotto le Stelle" (con Luis Bacalov, 1986), "Festival di Castrocaro" (1991 e 1997), "Tango" (con Julio Iglesias, 1997), "Stelle sul Mare" (2000 e 2001), "Premio Oscar Regia Televisiva" (2001 e 2002). Tra le altre cose nel 1992 Gualandi è arrangiatore e pianista dell'orchestra ritmico sinfonica dello spettacolo televisivo Lara Superspecial di Lara Saint Paul che riceve il premio speciale della critica televisiva. Sempre come arrangiatore e pianista partecipa nel 1992 alla tournée europea di Lara Saint Paul.

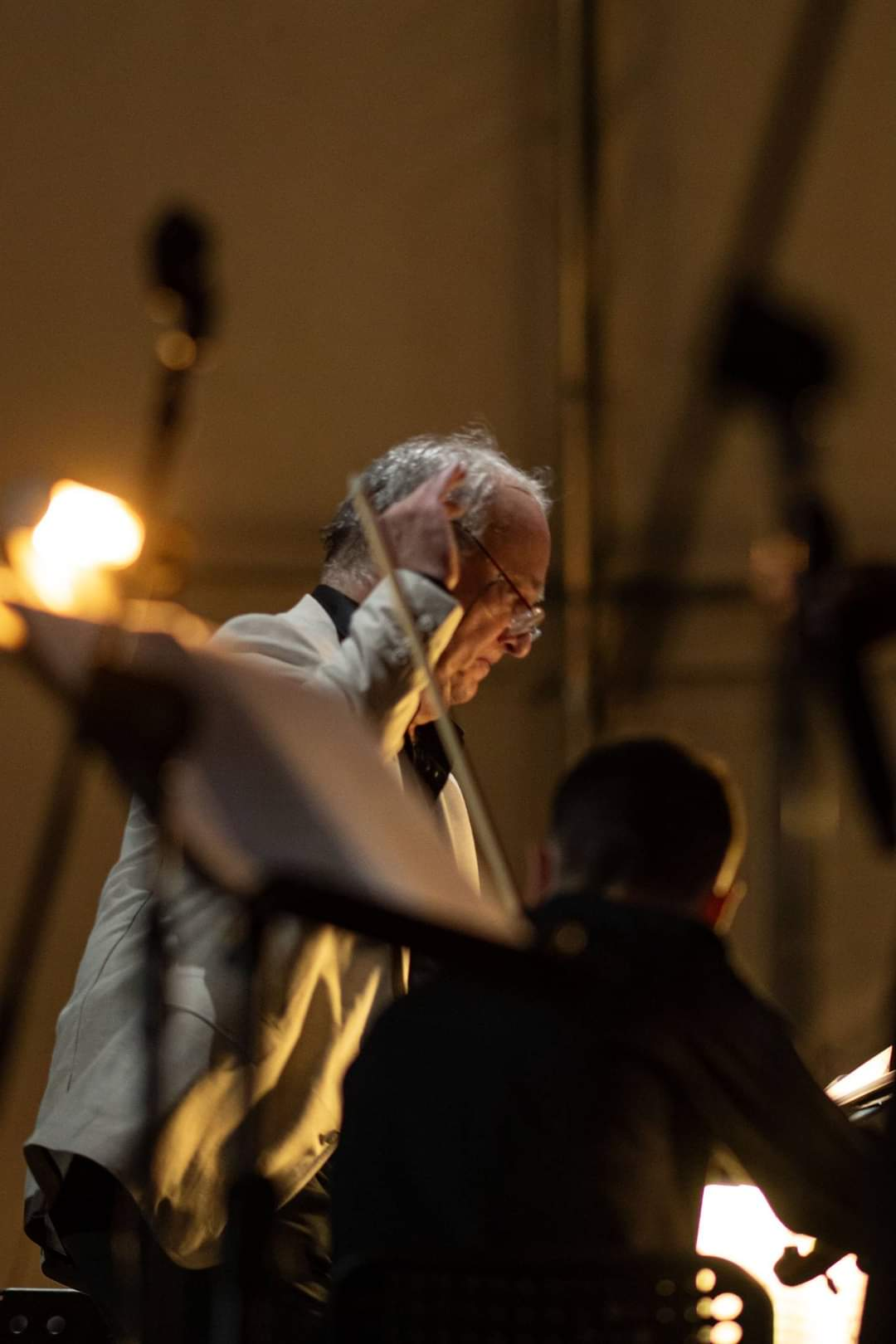
Gian Marco Gualandi alla Direzione

Nel 2000 è uno dei vincitori del Concorso Internazionale "A Song for Peace in the World" con il brano 1300 Anni A Nativitate Domini. Svolge anche l'attività di autore e compositore di musica per bambini. Partecipa con diversi brani allo Zecchino d'Oro e nel 2003 lo vince con il brano Le tagliatelle di nonna Pina. Nel 2005 compone, su testo di Antonella Boriani, il brano Mariele chi è, dedicato alla direttrice del Piccolo Coro dell'Antoniano Mariele Ventre, scomparsa dieci anni prima. Il brano viene interpretato dal Piccolo Coro allo Zecchino d'Oro 2005. Nel 2013 scrive il brano Una notte speciale che viene inserito nella compilation di brani natalizi abbinati al CD del 56º Zecchino d'Oro 2013. Da questo brano, come da Le tagliatelle di nonna Pina e da Quello che mi aspetto da te sono stati tratti dei cartoni animati (I cartoni dello Zecchino d'Oro); da Le tagliatelle di nonna Pina in particolare sono stati tratti due differenti cartoni, il primo nel 2008 e il secondo a cura di Bruno Bozzetto nel 2016. Nel 2018 alcuni suoi brani sono stati utilizzati per "44 Gatti”, la nuova serie animata in CGI del Gruppo Rainbow. Nel 2008 vince l'Ambrogino d'oro con il brano Il mio Superpapà.
Dal 2006 è docente di "Composizione, Orchestrazione e Arrangiamento Jazz" presso il Conservatorio Gioachino Rossini di Pesaro, ma ha insegnato anche "Orchestrazione e Arrangiamento" presso il Conservatorio Giovanni Battista Martini di Bologna (1991-1995 e 2008-2010), "Composizione Jazz" presso il Conservatorio di Rovigo (2013) e "Composizione e Orchestrazione Jazz" presso il Conservatorio "Bruno Maderna" di Cesena (2008 - 2019). Svolge attività didattica anche fuori dai Conservatori tenendo Master class e seminari presso istituzioni di alto perfezionamento musicale.

## Discografia

### Partecipazioni
- 1964 - AA.VV. 6º Zecchino D'Oro con il brano Da grande voglio fare

## Zecchino d'Oro

### Interprete
- Da grande voglio fare (1964)

### Testo
- Il bar di Dario, il dromedario (1998)
- Gedeone marziano pasticcione (2000)
- Le tagliatelle di nonna Pina (2003)
- Annibale e l'elefante Aristide (2004)
- Il mio nonno è un DJ (2004)
- Come un aquilone (Macedonia, 2008) (testo originale: Kaliopi Bukleska)
- Grazie a te (Filippine, 2010) (testo originale: Jerry Arquisola)
- Regalerò un sogno (Stati Uniti, 2011)
- Quello che mi aspetto da te (2012)
- Una notte speciale (2013) (fuori concorso)

### Musica
- Il bar di Dario, il dromedario (1998)
- Gedeone marziano pasticcione (2000)
- Le tagliatelle di nonna Pina (2003)
- Annibale e l'elefante Aristide (2004)
- Il mio nonno è un DJ (2004)
- Mariele chi è? (2005) (fuori concorso)
- Regalerò un sogno (sotto pseudonimo 2011)
- Quello che mi aspetto da te (2012)
- Una notte speciale (2013) (fuori concorso)